# Compsoscorpius buthiformis
Compsoscorpius
Genre
Synonymes
- Typhlopisthacanthus Petrunkevitch, 1949
- Lichnoscorpius Petrunkevitch, 1949
- Allobuthiscorpius Kjellesvig-Waering, 1986
- Coseleyscorpio Kjellesvig-Waering, 1986
- Leioscorpio Kjellesvig-Waering, 1986
- Pseudobuthiscorpius Kjellesvig-Waering, 1986

Espèce
Synonymes
- Anthracoscorpius buthiformis Pocock, 1911
- Typhlopisthacanthus anglicus Petrunkevitch, 1949
- Lichnoscorpius minutus Petrunkevitch, 1949
- Compsoscorpius elegans Petrunkevitch, 1949
- Compsoscorpius elongatus Petrunkevitch, 1949
- Buthiscorpius major Wills, 1960
- Allobuthus macrostethus Kjellesvig-Waering, 1986
- Coseleyscorpio lanceolatus Kjellesvig-Waering, 1986
- Leioscorpio pseudobuthiformis Kjellesvig-Waering, 1986
- Pseudobuthiscorpius labiosus Kjellesvig-Waering, 1986

Compsoscorpius buthiformis, représentant du genre Compsoscorpius, est une espèce fossile de scorpions à l'appartenance familiale incertaine.

## Distribution
Cette espèce a été découverte à Coseley et Kilburn en Angleterre. Elle date du Carbonifère.

## Description
L'holotype mesure 21 mm.

## Classification
Cette espèce a été décrite sous le protonyme Anthracoscorpius buthiformis par Pocock en 1911. Elle est placée dans le genre Buthiscorpius par Petrunkevitch en 1949 puis dans le genre Compsoscorpius par Legg, Garwood, Dunlop et Sutton en 2012 qui dans le même temps placent Compsoscorpius elegans en synonymie.

### Publications originales
- Pocock, 1911 : « A monograph of the terrestrial Carboniferous Arachnida of Great Britain. » Monographs of the Palaeontographical Society, no 64, p. 1–84 (texte intégral (en)).
- Petrunkevitch, 1949 : « A study of Palaeozoic Arachnida. » Transactions of the Connecticut Academy of Arts and Sciences, vol. 37, p. 69–315.